# ديون جيمس
ديون جيمس (بالإنجليزية: Dion James)‏ هو لاعب كرة قاعدة أمريكي، ولد في 9 نوفمبر 1962 في فيلادلفيا في الولايات المتحدة.

## وصلات خارجية
- ديون جيمس على موقع الدوري الياباني لكرة القاعدة (الإنجليزية)
- ديون جيمس على موقعبيزبول رفرنس.كوم (الدوري الرئيسي) (الإنجليزية)
- ديون جيمس على موقع إي إس بي إن.كوم (أم.أل.بي) (الإنجليزية)
- ديون جيمس على موقع مشجعي الرسوم البيانية (الإنجليزية)